# Srednekolymsk
Srednekolymsk (Russisch: Среднеколымск; Jakoets: Халыма, Halyma) is een kleine stad in het noordoosten van de Russische autonome republiek Jakoetië, gelegen op het Laagland van Kolyma aan de instroom van de Ankoedinka in de Kolyma op de westoever van de laatste rivier. De stad ligt op 1485 kilometer ten noordoosten van Jakoetsk. Het is het bestuurlijk centrum van de oeloes Srednekolymski. De stad heeft een eigen luchthaven.

## Geschiedenis
De stad werd gesticht in 1644 door kozakken als de ostrog (houten vesting) Jamanka. In 1775 kreeg de plaats stadsrechten toen het de okroegstad (bestuursstad) werd van de regio rond de Kolyma. In de 19e eeuw was het een verbanningsoord.

## Economie
In de stad bevinden zich een vlees- en melkkombinaat en een opslagplaats voor olie. De plaats heeft ook een rivierhaven. In de oeloes rond de stad wordt bonthandel bedreven en dieren gefokt voor hun bont (vaak zilvervossen; Vulpes fulvus) en wordt veehouderij bedreven, met als belangrijkste diersoorten runderen, paarden en herten.

## Demografie
| 1897 | 1959  | 1970  | 1979  | 1989  | 2002  |
| ---- | ----- | ----- | ----- | ----- | ----- |
| 500  | 1.900 | 2.700 | 3.300 | 4.489 | 3.587 |

Oeloesen: Abyjski · Aldanski · Allaichovski · Amginski · Anabarski · Boeloenski · Verchneviljoejski · Verchnekolymski · Verchojanski · Viljoejski · Gorny · Zjiganski · Kobjajski · Lenski · Megino-Kangalasski · Mirninski · Momski · Namski · Nerjoengrinski · Nizjnekolymski · Njoerbinski · Ojmjakonski · Olenjokski · Oljokminski · Srednekolymski · Soentarski · Tattinski · Tomponski · Oest-Aldanski · Oest-Majski · Oest-Janski · Changalasski · Tsjoeraptsjinski · Eveno-Bytantajski

Bestuurlijk centrum: Jakoetsk

Grote steden: Aldan · Lensk · Mirny · Nerjoengri · Njoerba · Oedatsjny · Oljokminsk · Pokrovsk · Srednekolymsk · Tommot · Verchojansk · Viljoejsk